# Arendt Hindriksen
Arendt Hindriksen (* 10. März 1947 in Nordhorn) ist ein deutscher Religionswissenschaftler, Unternehmer, Politiker (Bündnis 90/Die Grünen) und war Mitglied der Bremischen Bürgerschaft.

## Biografie

### Familie, Ausbildung, Beruf
Hindriksen studierte Theologie, Germanistik und Politikwissenschaften; er promovierte zum Dr. phil. Der Religionswissenschaftler war zeitweise als Religionslehrer, Publizist, Verlagsinhaber, Geschäftsführer der ATC-Agentur für Im- und Exporte (1998–2013) sowie ab 2011 für die Seemannsmission in Bremen tätig.
Er ist verheiratet und hat drei Kinder.

### Politik
Hindriksen ist Mitglied der Grünen. Im Beirat Schwachhausen war er in den 1980er/1990er Jahren Mitglied und Sprecher seiner Fraktion. 1991 sprach er sich mit 48 Landesdelegierten erfolglos gegen eine Fortsetzung einer Koalition der Grünen mit der SPD und FDP aus; 75 Grüne wollten die Verhandlungen fortsetzen. 1991 wurde er Mitglied im Landesvorstand von Bündnis 90/Die Grünen Bremen und war bis 1995 einer der drei Landessprecher sowie Bundesdelegierter der Grünen. Er sprach sich 1992 gegen die Annahme von Spenden für die Parteien durch die Stadtwerke Bremen aus. Die Arbeit des SPD/Grüne/FDP-Senats Wedemeier III begleitete er kritisch. Auf Listenplatz 2 und für den Wahlkreis 51 kandidierte er 1994 erfolglos für die Wahl zum Bundestag.
Von 1995 bis 1999 war er Mitglied der 14. Bremischen Bürgerschaft und Mitglied verschiedener Deputationen sowie im Ausländerausschuss. Er war ausländerpolitischer sowie kirchenpolitischer Sprecher seiner Fraktion und bemühte sich, die Abschiebung vieler gefährdeter Ausländer zu verhindern. Als Abgeordneter war er im Aufsichtsrat der Stadtwerke.

### Weitere Mitgliedschaften
- Hindriksen wurde 2001 Mitglied und in November 2011 zum Vorsitzenden bzw. Vorstandsvorsitzenden der Bremer Seemannsmission gewählt, als Nachfolger von Jörg Colberg.[3] Die Seemannsmission befindet sich seit 2019 im Lichthaus Use Akschen in Gröpelingen.
- Herausgeber der Zeitschrift Reliprax für religionspädagogisch Tätige, die von 1992 bis 2011 bestand.
- Vorsitzender einer Bürgerinitiative gegen den Betrieb der Kavernenanlage Etzel in Friedeburg.
- Mitglied einer Initiative zur Beobachtung des Abdullah-Öcalan-Prozesses (um 1999).
- Aktives Mitglied des Regionalverbundes Küsten-Grün.

## Werke
- Reliprax: Religionsunterricht aus der Praxis für die Praxis. In: Religionspädagogik zwischen religionswissenschaftlichen Ansprüchen und pädagogischen Erwartungen. Hg.: Institut für Religionswissenschaft und Religionspädagogik der Universität Bremen, 2013.
- Religionspädagogische Konzeptionen und ihr Verhältnis zum Rollenbild des Religionslehrers. Universität Oldenburg 1986, ISBN 3-8142-0163-9.